# Bohdan Stashynsky
Bohdan Mykolayovych Stashynsky (tiếng Ukraina: Богда́н Микола́йович Сташи́нський; sinh 4/11/1931, làng Barszczowice tỉnh Lviv, Cộng hòa Ba Lan) là đặc vụ của KGB Liên Xô từng hoạt động ở Trung Âu. Ông đã thực hiện ám sát các lãnh đạo Tổ chức Quốc dân Ukraina là Lev Rebet năm 1957, và Stepan Bandera năm 1959 , và đã được Liên Xô trao tặng Huân chương Cờ đỏ cho các thành tích trên .
Năm 1961 ông đào tẩu sang Tây Berlin với tên trong căn cước là "Joseph Lehmann", vài ngày trước khi Bức tường Berlin được dựng lên . Sau đó ông bị kết án 8 năm tù về tội giết người nói trên . Năm 1966, Stashynsky được ra tù sớm. Ông cùng vợ là Inge Stashinsky đã được đổi họ tên mới, được Nam Phi cho tị nạn năm 1984 và ẩn mình từ lúc đó .

## Thời trẻ
Bohdan Stashynsky sinh ra trong một gia đình nông dân ở làng Borshchovychi 
(tiếng Ukraina: Борщовичи; tiếng Ba Lan: Barszczowice) quận Pustomyty tỉnh Lviv, Cộng hòa Ba Lan, không xa thành phố Lviv. Tháng 8/1939 tỉnh Lviv chuyển sang lãnh thổ Cộng hòa Xã hội chủ nghĩa Xô viết Ukraina theo Hiệp ước Xô-Đức.
Bohdan hoàn thành giáo dục phổ thông năm 1948, vào học tại Học viện Sư phạm Lviv. Gia đình của Stashynsky là những người theo chủ nghĩa dân tộc Ukraina, ủng hộ Quân đội nổi dậy Ukraina (UPA) chống Liên Xô. Ba chị gái của Bohdan là thành viên của tổ chức này. Năm 1950, Bohdan bị bắt vì đi du lịch mà không có vé trên phương tiện giao thông công cộng đến Lviv từ làng của anh ta. Sau khi đồng ý làm người cung cấp thông tin, anh được thả. Thông qua các chị gái của mình, anh đã thâm nhập vào hoạt động của UPA, và chuyển thông tin đến Bộ An ninh Liên Xô.

## Hoạt động
Năm 1952-1954, Bohdan Stashynsky dự học khóa đào tạo chuyên sâu tình báo ở Kiev, học tiếng Đức và tiếng Ba Lan. Sau đó, ông làm việc ở Ba Lan và CHDC Đức với tên Joseph Lehmann, phục vụ ở Văn phòng đại diện của Liên Xô tại chính phủ của CHDC Đức, và phiên dịch tại Bộ Nội vụ và Ngoại thương.
Từ năm 1956 với danh tính giả Lehmann ông thường tới München. Sau đó nhận lệnh trực tiếp từ trụ sở KGB ở Moskva ông thực hiện tại München tháng 10/1957 vụ ám sát Lev Rebet lãnh đạo Tổ chức Quốc dân Ukraina (tiếng Ukraina: Організація Українських Націоналістів hay ОУН, chữ Latin: OUN). Phương tiện ám sát là súng phun bắn một luồng khí độc từ viên nang xyanua nghiền nát, loại chất độc gây ngừng tim, khiến cái chết của nạn nhân trông giống như một cơn đau tim, và được coi là có nguyên nhân tự nhiên.
Tại CHDC Đức Bohdan gặp cô thợ làm tóc Inge Pohl. Lúc đầu KGB đã cố gắng thuyết phục ông không kết hôn với người nước ngoài, nhưng ông ta vẫn kiên trì. Về sau với thành tích công tác của ông, năm 1957 KGB đã đồng ý, Inge Pohl trở thành vợ ông, với yêu cầu trở thành công dân Liên Xô và đến sống ở Moskva.
Tháng 10/1959 với tên giả Hans Joachim Budeit, mật danh gián điệp Taras (tiếng Ukraina: Тарас), và phiên bản cải tiến của khẩu súng bắn khí xyanua, ông ám sát Stepan Bandera lúc trưa ở cửa nhà riêng của ông này. Stashynsky biến mất nhanh chóng, nhưng lần này chất độc không bay hơi đủ nhanh, và thực tế vụ giết người đã được ghi nhận thông qua chất độc . Năm đó ông đã được Nhà nước Liên Xô trao tặng Huân chương Cờ đỏ. Người khởi xướng vụ sát hại Stepan Bandera là Alexey Kirichenko (Алексей Илларионович Кириченко), ủy viên Ban Bí thư Trung ương Đảng Cộng sản Liên Xô .
Hoạt động của Stashinsky ở KGB và vụ ám sát Stepan Bandera đã làm nền cho cuốn tiểu thuyết của nhà văn Hà Lan Rogier van Aerde "Nỗ lực".

## Đào tẩu
Năm 1961 Inge trở lại Đông Berlin để sinh con trai Peter. Vào tháng 8 Peter đột nhiên bị sốt và chết lúc bốn tháng tuổi. KGB đã cho phép ông tới Đông Berlin để làm đám tang em bé. Stashynsky đã mang theo chứng minh nhân dân của Joseph Lehmann cũng như các tài liệu khác để xác nhận danh tính của ông với tư cách là một đặc vụ KGB. Ngày 13/8/1961, vài giờ trước đám tang của con trai, Stashynsky và vợ đã đi bộ từ nhà của cha mẹ cô ở Dallgow đến thị trấn Falkensee để tránh bị chặn tại nhà ga Dallgow. Họ bắt taxi đến Đông Berlin, và sử dụng căn cước Lehmann để qua trạm kiểm soát. Sau đó, họ đến Tây Berlin bằng tàu S-Bahn, trình diện quan chức Mỹ tại một đồn cảnh sát. Sự việc diễn ra vài ngày trước khi Bức tường Berlin được dựng lên .
Ban đầu cả CIA và cảnh sát Tây Đức nghi ngờ khai báo của ông. CIA vốn không có thông tin đầy đủ về cái chết của L. Rebet và S. Bandera, nên kết luận rằng Stashynsky "sẽ không có giá trị hoạt động như một điệp viên hai mang, rằng anh ta không phải là một kẻ đào ngũ trung thực...", rồi trao lại cho chính quyền Tây Đức . Sau đó chính quyền Tây Đức thẩm vấn và rà soát các địa điểm giết người thì xác định rằng Stashynsky nói sự thật. Năm 1962 Tòa án Liên bang Karlsruhe kết án Stashynsky 8 năm tù về tội giết hai người, vì anh ta phạm tội ở Liên Xô và là thủ phạm duy nhất . Năm 1966 ông được ra tù sớm, và có thông tin là đã được bàn giao lại cho CIA, tuy nhiên không có cơ hội trở lại nghề điệp viên. Vợ chồng ông được cấp hộ chiếu với họ tên mới và năm 1984 được Nam Phi cho tị nạn và bắt đầu ẩn mình, không rõ nơi cư trú.
Theo nhà sử học Vladimir Volodarsky của cơ quan an ninh nhà nước Liên Xô, Stashynsky đã phẫu thuật thẩm mỹ để tránh bị nhận ra .
Theo D.P. Prokhorov, tác giả của cuốn sách "Giá bao nhiêu để bán Tổ quốc?" (Сколько стоит продать родину?), thì Stashinsky với diện mạo thay đổi, đã đến sống ở Hoa Kỳ . Vào những năm 2000 ông ta và Inge đã về thăm ngôi làng quê hương của mình .